# رام بالرام
رام بالرام (بالهندية: राम बलराम) (بالإنجليزية: Ram Balram)‏ هو فيلم إثارة وأكشن هندي باللغة الهندية عام 1980 من إخراج فيجاي أناند. الفيلم من بطولة دارمندرا وأميتاب باتشان وزينات أمان وريخا.

## حبكة
رام وبالرام هما شابان صغيران يعيشان مع والديهما المحبين. لكن عمهم الماكر، جاغاتبال، يقتل والدي الصبية. يكذب جاغاتبال على الأولاد ويقول لهم أن والديهم قد ماتوا في حادث ويعدهم بتربيتهم بنفسه.
يسجل شقيقه الأصغر بالرام في المدرسة ثم يرسله في النهاية للانضمام إلى قوة الشرطة. الأخ الأكبر رام يصبح ميكانيكيًا. لدى جاغاتبال قبضة قوية على الأولاد، حتى عندما أصبح رام بالغًا، لا يزال يعطي كل أجره لعمه ولا يُسمح له بالاحتفاظ إلا ببضعة روبيات كمصروف جيب.
عندما يعود بالرام كضابط شرطة كامل الأهلية، يكشف جاغاتبال أخيرًا عن خطته. ويعتزم استخدام رام لاستهداف أكبر المهربين في الهند. الآن بعد أن أصبح بالرام ضابط شرطة، فإنه سوف يحمي شقيقه من الاعتقال. لدى بالرام تحفظات، لكن جاغاتبال يهدده بضربه كما فعل عندما كان صبيا؛ لديه إبرة على حافة عصاه وكلما فعل الأولاد شيئًا لا يحبه جاغاتبال، كان يضع الإبرة المدببة والخطيرة على رقبة الأولاد.
لا يزال بالرام غير سعيد بخطة جاغاتبال، لذلك يخبر رؤساءه في قوة الشرطة أن شقيقه ينوي التسلل إلى عالم المهربين السفلي حتى يتمكن بالرام من القبض عليهم. رام يصبح مخبراً للشرطة لدى بالرام.
الخطة تسير بشكل جيد. يصبح رام أحد مساعدي أحد أكبر المهربين سليمان، كما أن معدل اعتقال بالرام الممتاز يجعله أحد أنجح ضباط القوة. يصبح جاغاتبال ثريًا للغاية من مكاسب رام غير المشروعة. ويجد الإخوة الحب أيضًا. بالرام مع شوبها، ابنة أستاذ جامعي، ورام مع مادو، الفتاة التي انتقلت إلى المنطقة مع والدتها بحثًا عن والدها. دون علم رام، تعتقد الفتاة أن والدها هو جاغاتبال. تحاول هي ووالدتها العاهرة ابتزاز المال لجاجاتبال لكنه يرفض تصديق أنه الأب. وتتأكد شكوكه عندما يضبط الأم وهي تدفع مبلغًا من المال لعميل سابق. يواجه الرجل جاغاتبال ويعترف بأن الفتاة ليست ابنة جاغاتبال.
لكن خطة جاغاتبال تفشل عندما تعود والدة الأولاد. ولم تمت بعد كل هذا. تكشف تصرفات جاغاتبال للأخوين ويتحدان للإطاحة به.

## الممثلون
- دارمندرا في دور رام المعروف أيضًا باسم بهولو رام
- أميتاب باتشان في دور المفتش بالرام
- زينات أمان في دور مادو [1]
- ريكا في دور شوبها [1]
- أجيت خان في دور جاجو / تشودري جاغاتبال سينغ
- أمجد خان في دور سليمان
- بريم تشوبرا في دور تشاندان سينغ
- سوجيت كومار في دور داكو ساتاراوالا
- أوتبال دوت في دور الأستاذ (والد شوبا)
- أسيت سين في دور المفتش موخيرجي
- أورميلا بهات بدور ساراسواتي ديفي
- هيلين في دور تاراباي

## الموسيقى التصويرية
موسيقى من تأليف لاكسميكانت-بياريلال. كلمات الأغنية من تأليف أناند باكشي.
| أغنية                                                   | مغني                             |
| ------------------------------------------------------- | -------------------------------- |
| "إيك راستا، دو راهي، إيك تشور، إيك سيباهي"              | كيشور كومار، محمد رفيع           |
| "لادكي باساند كي موشكيل سي ميلتي هاي، ميل جاي، ميل جاي" | محمد رفيع، لاتا مانغيشكار        |
| "أب تو رام هاي جان باشاي، بيرا بار لاجاي"               | محمد رفيع، آشا بهوسل، ديلراج كور |
| "همسي بهول هو جايي، هومكا مافي داي دو"                  | كيشور كومار، آشا بهوسل           |
| "يار كي خبر ميل جاي، بيار كي نزار ميل جاي"              | كيشور كومار، آشا بهوسل           |

## روابط خارجية
- رام بالرام على موقع IMDb (الإنجليزية)
- رام بالرام على موقع روتن توميتوز (الإنجليزية)
- رام بالرام على موقع قاعدة بيانات الفيلم (الإنجليزية)
- رام بالرام على موقع ليتربوكسد (الإنجليزية)
- رام بالرام على موقع كينوبويسك (الروسية)